# Абишева, Зинеш Садыровна
Абишева Зинеш Садыровна — советский и казахстанский металлург, инженер химик-технолог, доктор технических наук, профессор, академик НАН Республики Казахстан.

## Биография
Родилась 23 января 1947 в селе Теренозек Кызыл-Ординской области. В 1965 поступила в Московский институт тонкой химической технологии (МИТХТ) имени М. В. Ломоносова, в 1971 окончила МИТХТ по специальность «Химическая технология редких и рассеянных элементов», квалификация «инженер химик-технолог», в том же году поступила в аспирантуру МИТХТ им. М. В. Ломоносова, которую окончила с защитой кандидатской диссертации в 1974 г.
Ученая степень, звание: доктор технических наук по специальности 05.16.02 — «Металлургия цветных и редких металлов» (1995), профессор по специальности «Металлургия» (1997), академик НАН РК, академик КазНАЕН, академик НАГН.
Скончалась 13.05.2021 в г. Алматы.

## Трудовая деятельность
Институт металлургии и обогащения МОН РК (в 2008—2016 АО «Центр наук о Земле, металлургии и обогащения») — младший научный сотрудник (1975—1978 гг.), старший научный сотрудник (1978—1987 гг.), заведующая лабораторией (1987—2010 гг.), заместитель директора (1998—1999 гг.), президент АО ЦНЗМО (с 08 февраля 2011 г. по 2016 г.), директор горно-металлургического института КазНИТУ им. К. И. Сатпаева (январь 2016 г. — по июль 2019 г.), профессор-исследователь Satbayev University c августа 2019 г. Абишева З. С. является первой женщиной-казашкой, имеющей степень доктора технических наук по специальности «металлургия».

## Область научных интересов
Абишева З. С. является ученым в области металлургии редких металлов, физико-химии металлургических процессов.
Основное научное направление — фундаментальные исследования в области химии и технологии редких рассеянных элементов, разработка технологических схем их извлечения из техногенных продуктов металлургической и химической промышленности, повышение комплексности использования минерального сырья.
Абишевой З. С. были выдвинуты новые приоритетные направления по извлечению галлия, редкоземельных элементов и радиогенного осмия из нетрадиционных источников сырья — продуктов газоочистки медеплавильного, фосфорного, алюминиевого производств и энергетической промышленности, повышению степени извлечения рения из медного и уранового сырья, получению химических реагентов из техногенных продуктов металлургической промышленности, извлечению лития из природных рассолов Казахстана.
Результаты исследований Абишевой З. С. вносят значительный вклад в теорию гидрометаллургических процессов выделения цветных, редких и благородных металлов. Реализация результатов исследований позволяет увеличить выпуск и расширить номенклатуру продукции, производимой в Республике Казахстан.
Под её непосредственным руководством и активном участии внедрены в производство следующие технологии:
- технология электродиализной переработки перрената аммония с высоким содержанием калия с получением рениевой кислоты и высокочистого перрената аммония (РГП «Жезказганредмет», 1992 г.);
- впервые в мировой практике разработана технология и организовано промышленное производство металлического радиогенного осмия-187 из промпродуктов медного производства (РГП «Жезказганредмет», 1995 г.);
- технология локальной переработки ренийсодержащих маточных растворов (РГП «Жезказганредмет», 1996 г.);
- технология переработки межфазных рений-, осмийсодержащих образований (РГП «Жезказганредмет», 2010 г.).
- сорбционная технология очистки соединений рения от калия (РГП «Жезказганредмет», 2014 г.).

В результате внедрения научных разработок под её руководством удалось не только расширить номенклатуру выпускаемой рениевой продукции, но и практически в два раза повысить извлечение рения на РГП «Жезказганредмет». Этот факт вывел Казахстан в крупнейшего в мире производителя рения и единственного (на настоящий момент) производителя радиогенного осмия. Экономический эффект от внедрения технологии составил 10, 577 миллиона американских долларов.
Разработана безотходная технология комплексной утилизации отходов фосфорного производства с получением галлия, РЗЭ и минерального наполнителя «белой сажи» и строительных материалов — карбонатно-силикатного кека.
С февраля 2011 г. по январь 2016 г. Абишева З. С. возглавляла крупную научно-исследовательскую организацию страны — АО «Центр наук о Земле, металлургии и обогащения» (в настоящее время АО «Институт металлургии и обогащения»).
Она является признанным научным лидером и активно участвует в модернизации научной сферы, реализации научных разработок в промышленности. Под руководством З. С. Абишевой сформированы и успешно выполнены научно-технические программы «Научно-технологическое обоснование развития редкометальной отрасли в Казахстане», «Разработка Байер-гидрогранатовой технологии переработки железистых бокситов». Под её руководством разработана и успешно реализована научно-техническая программа «Научно-технологическое обеспечение развития металлургической отрасли Республики Казахстан путем разработки технологий комплексной переработки минерального сырья и получения новых функциональных материалов» на 2015—2017 гг., выполнялись и выполняются ряд проектов по грантовому финансированию.
По инициативе З. С. Абишевой существенно улучшилось приборное оснащение Национальной научной лаборатории и инфраструктура АО «ЦНЗМО», основная часть лабораторных помещений приведена в соответствие с современными требованиями
к исследовательским лабораториям. АО «ЦНЗМО» (ИМиО) издает периодический научно-технический журнал «Комплексное использование минерального сырья» в соответствии с требованиями, предъявляемыми к международным научным изданиям.
В связи с тенденцией объединения вузов с НИИ было решено использовать её опыт и знания для подготовки высококвалифицированных кадров, в особенности инженерно-технического профиля, и она была назначена директором горно-металлургического института Казахского национального исследовательского технического университета им. К. И. Сатпаева. Проводит активную работу по формированию научно-технических программ и проектов в горно-добывающей и горно-перерабатывающей отраслях, способствует заключению хоздоговоров с горно-металлургическими предприятиями. С целью повышения обратной связи с предприятиями и повышения рейтинга выпускников КазНИТУ при их трудоустройстве при ГМИ создан Консультативный Совет, в состав которого входят представители ведущих горно-металлургических предприятий. Осуществлен набор целевых магистрантов для УК ТМК в рамках подписанного меморандума между КазНИТУ и УКТМК. С 2017 г. планируется набор целевых магистрантов для АО НАК «Казатомпром».
Активно развивает связи с промышленными предприятиями республики и национальными компаниями: АО «Национальная атомная компания „Казатомпром“», РГП «Жезказганредмет», ТОО «Казцинк», ТОО «Корпорация „Казахмыс“», АО «Усть-Каменогорский титано-магниевый комбинат», АО «Алюминий Казахстана».
При её руководстве АО «ЦНЗМО» поддерживал и сейчас АО «ИМиО» продолжает поддерживать научные контакты с ведущими зарубежными исследовательскими центрами: Институтом проблем комплексного освоения недр РАН, Институтом металлургии и материаловедения им. А. А. Байкова РАН, Иркутским научно-исследовательским институтом благородных и редких металлов и алмазов, Институтом биоколлоидной химии Национальной академии наук Украины, Физико-техническим институтом НАН Республики Беларусь, Гуанчжоуским научно-исследовательским институтом цветных металлов (Китай), Институтом цветных металлов (Польша), Техническим университетом, г. Испарта (Турция).

## Научная и научно-организационная деятельность
Имеет более 640 опубликованных работ, в том числе 2 монографии и одна брошюра, 86 авторских свидетельств, патентов и предпатентов, 7 из которых внедрены в производство.
Ею создана научная школа в области металлургии редких рассеянных элементов, под её руководством подготовлены 10 кандидатов технических наук, два доктора PhD.
С 2008 по 2017 год являлась руководителем ряда научно-технических Программы и проектов на грантовое финансирование. В настоящее время является научным консультантом ПЦФ «Модернизация технологий и производств в горнодобывающей и горноперерабатывающей отраслях» и руководителем проекта «Исследование и разработка технологии извлечения лития из природных рассолов Казахстана».
Владеет английским языком, выступала с научными докладами в Японии, Англии, Италии, Турции, Китае, Польше, Чехии, Чили, ЮАР, Египте, Австралии, Канаде, Германии, России и была председателем секций на Международных симпозиумах и конференциях.
В 1999 году на конкурсной основе была выбрана международным экспертом по программе «INCO Copernicus» и проводила экспертизу работ в г. Брюссель в 1999—2004 гг.
В 2000—2003 гг. была руководителем проекта по Международной Программе «INTAS», с 2005 по 2008 г. руководила проектом Международного научно-технического центра (ISTC).
Абишева З. С. — эксперт по программам Европейского сообщества «INCO — Copernicus» и «INTAS», член редколлегий международных журналов «Hydrometallurgy» (издательство «Elsevier», с 2002 г.) и «Цветные металлы» (Россия, с 2004 г.), журнала "Известия НАН РК. Серия «Геология и технические науки» (с 2015 г.), с 2017 г. член редколлегии журнала «Вестник Кольского научного центра РАН», журнала «Тонкие химические технологии» (Россия), Горного журнала Казахстана, являлась членом Диссертационного совета по защите докторских диссертаций, членом Президиума Комитета по контролю в сфере образования и науки МОН Республики Казахстан, членом Экспертного совета по техническим наукам этого же Комитета, с 2015 г. — по настоящее время — член Национального научного совета по приоритету «Рациональное использование природных ресурсов, переработка сырья и продукции», является членом секции по рассмотрению работ, выдвигаемых на соискание Государственной премии РК в области науки и техники, является экспертом акционерного общества «Национальная горнорудная компания „Тау-Кен Самрук“».

## Государственные награды и почетные звания
- Знак «Изобретатель СССР» (1987 г.),
- Обладатель государственной научной стипендии для ученых, внесших выдающийся вклад в развитие науки и техники (2000—2002 гг.),
- Юбилейная медаль «10 лет независимости Республики Казахстан» (2002 г.),
- Почетная грамота Президента Республики Казахстан (2005 г.),
- Диплом Министерства индустрии и торговли РК «За личный вклад в инновационную деятельность» (2005 г.),
- Диплом и памятная медаль академика И. И. Черняева «За выдающийся вклад в развитие химии, анализа и технологии платиновых металлов» (2006 г., РАН),
- Премия самому цитируемому казахстанскому автору в области металлургии (2010 г.),
- Победитель в номинации «Лучший изобретатель» VIII Республиканского конкурса достижений в области изобретательства «Шапагат-2011» и медаль Всемирной организации интеллектуальной собственности (2011 г.),
- Премия имени К. И. Сатпаева «За лучшие научные исследования в области естественных наук» (2011 г.),
- Юбилейная медаль «20 лет независимости Республики Казахстан» (2012 г.),
- Золотая медаль им. Аль_Фараби КазНАЕН (2013 г.).
- За высокие научные достижения и вклад в развитие редкометальной промышленности Казахстана награждена орденом «Курмет» (2019 г.) и Почетной грамотой МОН РК (2019 г.),
- Нагрудный знак «Енбек Данкы» Министерства индустрии и инфраструктурного развития РК, почетный нагрудный знак «Заслуженный работник атомной отрасли Республики Казахстан» (2019 г.).